# Biserica de lemn din Cernelele

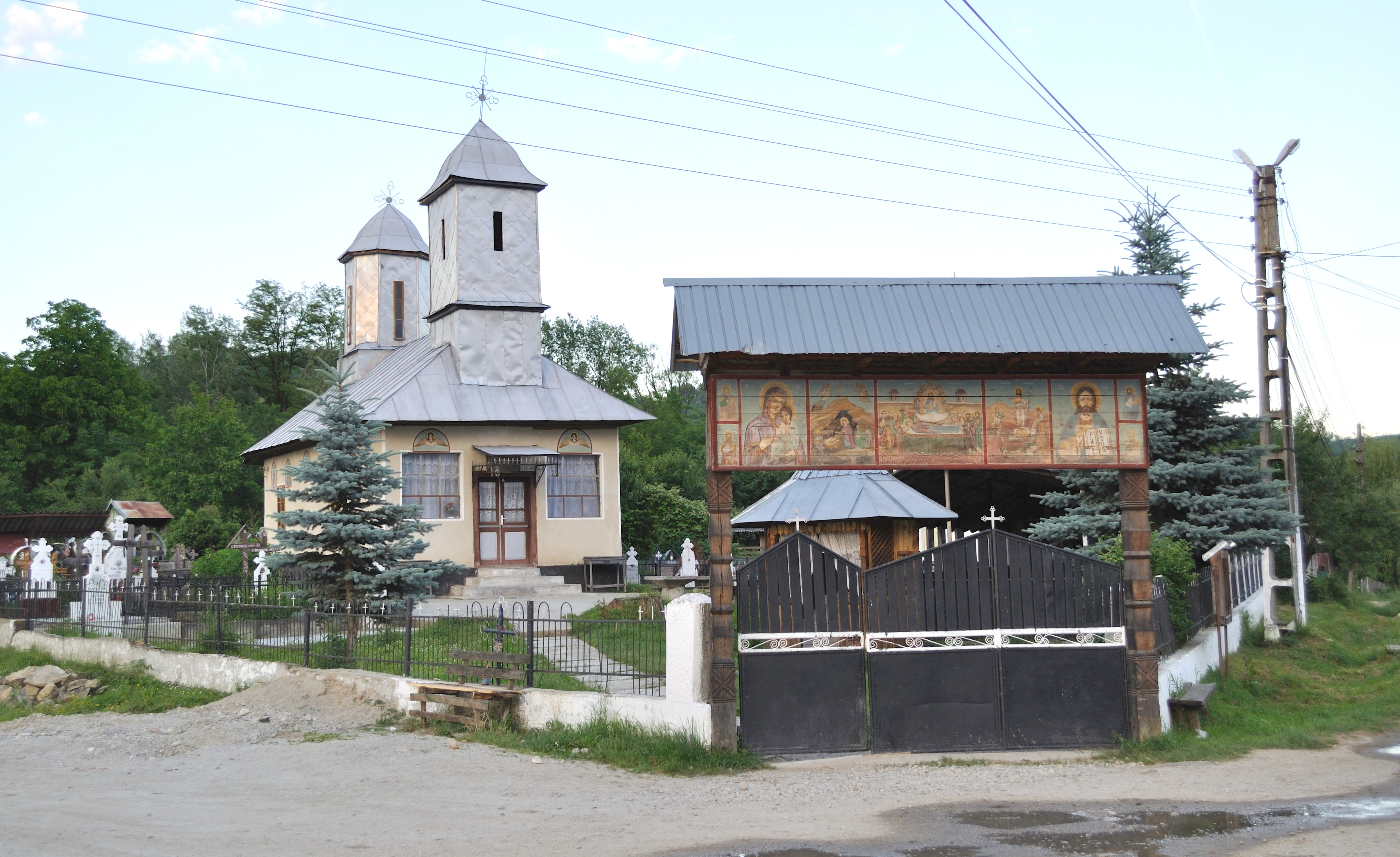
Biserica de lemn „Adormirea Maicii Domnului” din Cernelele, județul Vâlcea, foto: iunie 2010.

Biserica de lemn din Cernelele, comuna Păușești, județul Vâlcea, a fost construită în 1811. Are hramul „Adormirea Maicii Domnului”. Biserica se află pe noua listă a monumentelor istorice sub codul LMI:  VL-II-m-B-09714.